# Ньютон, Кристофер
Кристофер Ньютон (англ. Christopher Newton; 11 июня 1936, Дил, Кент, Великобритания — 20 декабря 2021, Ниагара-он-те-Лейк, Онтарио) — канадский театральный режиссёр, администратор и актёр. Основатель и первый художественный директор театра Калгари (1968—1972), художественный директор театра «Плейхауз» (Ванкувер, 1973—1978), художественный директор фестиваля Шоу (1980—2002, почётный художественный руководитель с 2002). Лауреат Премии генерал-губернатора в области сценических искусств (2000) и премии Молсона (2002), офицер ордена Канады (2018).

## Биография
Родился в 1936 году в Диле (Кент). Отец, Альберт Ньютон, — выходец из Йоркшира, мать, Гуладис, — из Уэльса. С детства увлекался голливудскими фильмами и мечтал сам снимать кино. Окончив Лидсский университет со степенью бакалавра искусств, отправился в США, но, не сумев начать карьеру в кинематографе, продолжил академическое образование — сначала в Университете Пердью (Индиана), а затем в Иллинойсском университете. В Иллинойсе получил степень магистра (1960) и, несмотря на полное отсутствие сценического опыта, возглавил театральное отделение в частном Бакнеллском университете (Пенсильвания). В летние месяцы начал играть на любительской сцене — в 1959 году в рамках Ванкуверского фестиваля, а в следующие два года — в рамках Орегонского шекспировского фестиваля.
Знакомство с только начинавшей формироваться канадской театральной традицией, по собственным словам Ньютона, убедило его, что это то место, «где он хочет быть». В 1961 году британец попытался присоединиться к труппе Стратфордского фестиваля в Канаде, но первые пробы оказались для него неудачными. Он, однако, остался в этой стране, став членом гастрольной труппы «Канадские актёры» (англ. Canadian Players, ставившей в это время «Юлия Цезаря» и «Святую Иоанну». Ньютон также некоторое время играл в ванкуверском театре «Плейхауз», в Театральном центре Манитобы (где в 1966 году была поставлена его собственная пьеса «Медленный поезд в Сент-Ив») и в Нью-Йорке, где участвовал в офф-бродвейской постановке комедии Энн Джеллико «Сноровка… и как её приобрести». Режиссёр спектакля Майк Николс позже приглашал британца пробоваться на главную роль в фильме «Выпускник», но тот отказался, заявив, что не сможет достаточно хорошо имитировать американский акцент (в итоге роль сыграл Дастин Хоффман). В 1966 году Ньютон всё же был принят в труппу Стратфордского фестиваля, с которой провёл три сезона, за это время сыграв Орсино в «Двенадцатой ночи» и Оберона в «Сне в летнюю ночь», а также Арамиса в сценической интерпретации «Трёх мушкетёров». На протяжении 1960-х годов он также снимался в кино, сыграв в телефильме «Генрих V» (1966) и нескольких телесериалах.
В перерыве между сезонами Стратфордского фестиваля Ньютон согласился на предложение поучаствовать в любительской постановке «Тётка Чарлея» в Калгари, а затем был приглашён возглавить создаваемый в этом городе профессиональный театр. Заняв в 1968 пост художественного директора театра Калгари, он пригласил на работу коллег по Стратфордскому фестивалю Дану Айви и Уильяма Хатта. Он также написал для нового театра мюзикл по местному сюжету «Вы двое остаётесь тут, остальные идут со мной» (англ. ou Two Stay Here, The Rest Come with Me), который был позже представлен на гастролях в Национальном центре искусств в Оттаве. На посту художественного директора театра Калгари Ньютон оставался на протяжении трёх лет.
В 1973 году Ньютон был приглашён на должность художественного директора ванкуверского «Плейхауза», с которым провёл шесть сезонов. За это время у театра сложилась репутация питомника молодых талантов — как актёров, так и режиссёров, в числе которых был приглашённый из Англии Дерек Голдби. С помощью актёра и театрального педагога Поуиса Томаса Ньютон основал при Актёрскую школу ванкуверского «Плейхауза», среди воспитанников которой были будущие звёзды фестиваля Шоу Джим Мезон, Марта Бернс и Коррин Косло. В Ванкувере также началось сотрудничество Ньютона с театральным дизайнером Камероном Портеусом, который в дальнейшем участвовал в подготовке около 200 его спектаклей. Наиболее заметными режиссёрскими работами Ньютона в Ванкувере стали постановки «Дамы с камелиями», «Юлия Цезаря» и «Гамлета», а как актёр он появлялся на сцене в ролях Хиггинса («Пигмалион»), Дайсарта («Эквус» П. Шеффера) и Генри Карра («Травести» Т. Стоппарда).
В начале театральной карьеры Ньютон достаточно отрицательно относился к творчеству Бернарда Шоу и несколько раз отклонял предложения присоединиться к творческому коллективу фестиваля Шоу в городе Ниагара-он-те-Лейк (Онтарио) — более молодого театрального фестиваля, пытавшегося соперничать с именитым Стратфордским фестивалем. Его отношение к этому автору, однако, постепенно менялось по мере того как Ньютон переходил от взгляда на пьесы Шоу как костюмированные исторические драмы к концепции, согласно которой этого драматурга следует воспринимать как сюрреалиста. К. Портеус вспоминал: 

Мы избавились от всех декораций, ковров и реквизита. И тогда слова в самом деле вылетают сами собой и вы добираетесь до сути… Он нашёл способ, как можно донести творчество Джорджа Бернарда Шоу до рядового канадца с улицы.Оригинальный текст (англ.)We got rid of all the decorations and carpets and sets. And then the words actually fly on their own and you’ll get to the truth… He found a way in which he could connect the writing of George Bernard Shaw to everyday Canadians on the street.
В 1978 году Ньютон наконец принял предложение занять пост художественного директора фестиваля Шоу и официально вступил в должность с 1 января 1980 года. Его экспериментальный, современный подход не сразу обрёл сторонников в попечительском совете фестиваля, и после второго сезона с труппой часть попечителей поднимала вопрос о его увольнении. Однако эта позиция изменилась, когда постановки фестиваля Шоу завоевали успех у публики и критиков, а крупный финансовый дефицит, с которым его принял в своё время Ньютон, был ликвидирован. Изменилось само восприятие фестиваля Шоу: если раньше к нему относились как к провинциальному развлекательному мероприятию, то под руководством Ньютона он превратился в серьёзное театральное явление, на равных конкурировавшее со Стратфордским фестивалем. Новый художественный директор также внёс разнообразие в репертуар фестиваля, понимая, что нельзя ограничиваться постановками пьес только одного автора. В результате основу репертуара стали, наравне с пьесами Шоу, составлять произведения других авторов, творивших в тот же исторический период, охватывавший почти столетие (Шоу прожил с 1856 по 1950 год) — от Ибсена и Уайльда до Брехта и Ноэла Кауарда. Многие из этих пьес были к моменту появления на сцене фестиваля Шоу забыты, и публика встречала их с удивлённым интересом. Благодаря Ньютону в репертуаре фестиваля присутствовали также пьесы канадских авторов. Под его руководством состав труппы фестиваля стал более постоянным, а в 1985 году была основана Академия фестиваля Шоу, в рамках которой вёлся обмен опытом. Академия позволила наладить выпуск профессиональных режиссёрских кадров для других театров.
Первый серьёзный успех у зрителей на фестивале Шоу под руководством Ньютона снискал спектакль по «Сирано де Бержераку», поставленный в сезоне 1982/1983 перешедшим вслед за ним Дереком Голдби. Другие яркие постановки включали «Частные жизни» Кауарда (1983/1984) и «Кавалькаду» этого же автора (1985/1986 и 1995). Сам Ньютон в рамках фестиваля ставил такие произведения Шоу как «Святая Иоанна» (1981), «Цезарь и Клеопатра» (1983), «Дом, где разбиваются сердца» (1985), «Человек и сверхчеловек» (1989), «Мезальянс» (1990), «Пигмалион» (1992) и «Кандида» (1993). В постановках Ньютона подчёркивались сюрреализм и метадраматическая сторона текстов Шоу, а также уделялось особое внимание сексуальному подтексту; начинающих режиссёров, ставивших этого автора впервые, Ньютон напутствовал: «Когда сомневаетесь, ищите секс». Из спектаклей Ньютона по произведениям других авторов «Канадская театральная энциклопедия» отмечает «Лёгкую добродетель» Кауарда и «Сваху» Т. Уайлдера, поставленные в 2000 году. Среди его актёрских работ выделялась роль в пьесе «Блоха в ухе» Ж. Фейдо, где Ньютон проявил себя как мастер фарса.
В годы работы в рамках фестиваля Шоу Ньютон также сотрудничал с другими театрами как приглашённый режиссёр. В частности, в 2000 году он режиссировал совместную постановку «Плейхауза» и Гранд-театра (Лондон, Онтарио) по пьесе «Унижение паче гордости» Оливера Голдсмита, а также ставил «Мезальянс» Шоу с Мельбурнской театральной труппой (Австралия). В таких городах как Виктория, Ванкувер, Гамильтон и Торонто он ставил оперные спектакли. На новогодней вечеринке в одном из торонтских театров Ньютон познакомился с Николасом Макмартином. Вскоре после Макмартин, бывший на 26 лет моложе Ньютона, переехал к нему в Ниагара-он-те-Лейк, а затем вступил с ним в брак.
Ньютон оставался художественным руководителем фестиваля Шоу до 2002 года. Оставив этот пост, он удостоен пожизненного звания почётного художественного руководителя, но продолжал сотрудничать с фестивалем как режиссёр. В частности, в 2011 году он вторично в рамках фестиваля поставил «Дом, где разбиваются сердца», а в 2014 году — пьесу современника Шоу, Сент-Джона Хэнкина, «Благотворительность, которая началась дома». В 2012 году Ньютон поставил шекспировскую комедию «Много шума из ничего» для Стратфордского фестиваля, а в 2016 году — пьесу П. Моргана «Аудиенция» для торонтской продюсерской группы «Мирвиш» и Манитобского театрального центра.
«Аудиенция» стала последней постановкой в карьере Ньютона, у которого к этому времени был диагностирован миелофиброз — редкая форма лейкемии. Последние годы жизни он провёл в Ниагара-он-те-Лейк, где увлёкся садоводством. Скончался в декабре 2021 года.

## Награды и звания
Вклад Кристофера Ньютона в театральное искусство был отмечен рядом премий и государственных наград. В 1995 году он стал кавалером ордена Канады, а в 2018 году произведён в офицеры этого ордена. В представлении к наградам отмечались его работа как художественного руководителя ряда театральных трупп и воспитателя молодых актёров.
В 1991 году Ньютон был удостоен премии Торонтского совета по драматургии за выдающийся вклад в канадское театральное искусство. В 2000 году он стал лауреатом Премии генерал-губернатора за достижения театральной карьеры. Ньютон также был лауреатом премии Молсона от Совета Канады по искусству и премии имени Томаса де Гаэтани от Института театральной технологии США. Ему были присвоены почётные учёные звания Университета Брока (1986), Гуэлфского университета (1989), Королевской музыкальной консерватории (1993), Университета Райерсона (1995), Университета Уилфрида Лорье (1997), Торонтского университета (2002) и Университета штата Нью-Йорк в Буффало.